# 2958 Арпетіто
2958 Арпетіто (1981 DG, 1969 VJ, 1972 HM, 1974 WQ, 1976 JA, 1979 YA2, 1983 RQ, 2958 Arpetito) — астероїд головного поясу, відкритий 28 лютого 1981 року.
Тіссеранів параметр щодо Юпітера — 3,297.